# Sistema monofase
In elettrotecnica, il sistema monofase è un sistema di distribuzione di energia elettrica.
Tipicamente è il più semplice sistema di distribuzione in corrente alternata - spesso frutto di una parzializzazione di un sistema trifase - essendo costituito unicamente da due conduttori, uno convenzionalmente a potenziale nullo (il neutro), e un conduttore attivo - generalmente chiamato fase - che si trova a un potenziale variabile nel tempo con andamento sinusoidale, a una determinata frequenza costante.
Viene utilizzato principalmente nell'ultimo segmento di distribuzione dell'energia elettrica ovvero dall'ultima cabina di trasformazione alle singole utenze monofase. Per la distribuzione elettrica su lunghe e medie distanze è scarsamente utilizzata a favore del sistema trifase che garantisce un maggior rendimento di trasmissione. Le utenze monofase sono costituite quasi esclusivamente da impianti civili di piccole e medie dimensioni. In Italia la distribuzione monofase avviene a 230 V (bassa tensione) a una frequenza nominale di 50 Hz.
Il sistema monofase AC è inoltre uno degli standard utilizzati nelle ferrovie per alimentare i treni tramite la linea aerea di contatto, con tensioni massime dell'ordine dei 15 000 - 25 000 V (media tensione).